# Cheryl Heuton
Cheryl Heuton é uma escritora e produtora de televisão estadunidense. Juntamente com seu marido e parceiro de escrita, criou a série de televisão Numb3rs.